# Три Паньки
«Три Паньки́» — український анімаційний мультфільм студії «Київнаукфільм», знятий у 1989 році, як із серії «Три Паньки».

## Сюжет
Про комічні пригоди з героями серії мультфільмів про дивних друзів «Паньків».

## Творча група
- режисер — Єфрем Пружанський
- художник-постановник — І. Дівішек
- мультиплікатори — Олена Касавіна, Олександр Лавров, Микола Бондар, Марк Биков, М. Гульков, Ніна Чурилова, Михайло Яремко
- оператор — Анатолій Гаврилов
- композитор — Олександр Осадчий
- звукорежисер — Ігор Погон
- редактор — Євген Назаренко
- текст читають — Богдан Бенюк (російською), Анатолій Паламаренко (українською)
- монтажер — О. Деряжна
- директор знімальної групи — Іван Мазепа

## Українське одноголосе закадрове озвучення
У 2017 році було створено українське одноголосе закадрове озвучення. Транслювали на каналах «Інтер», «Zoom» і «Ентер-фільм».
- Текст читає: Андрій Альохін